# Lutra sumatrana
Espèce
Statut de conservation UICN

 EN A2cd : En danger
Statut CITES
La Loutre de Sumatra (Lutra sumatrana), également appelée loutre à nez poilu ou barano, est une espèce de mammifères de la famille des Mustelidae. 

## Description
C’est une loutre mesurant environ 50 à 80 cm de long pour les plus grandes d’entre elles avec une queue pouvant mesurer jusqu'à 50 cm, et pesant environ 5 à 7 kilogrammes. 

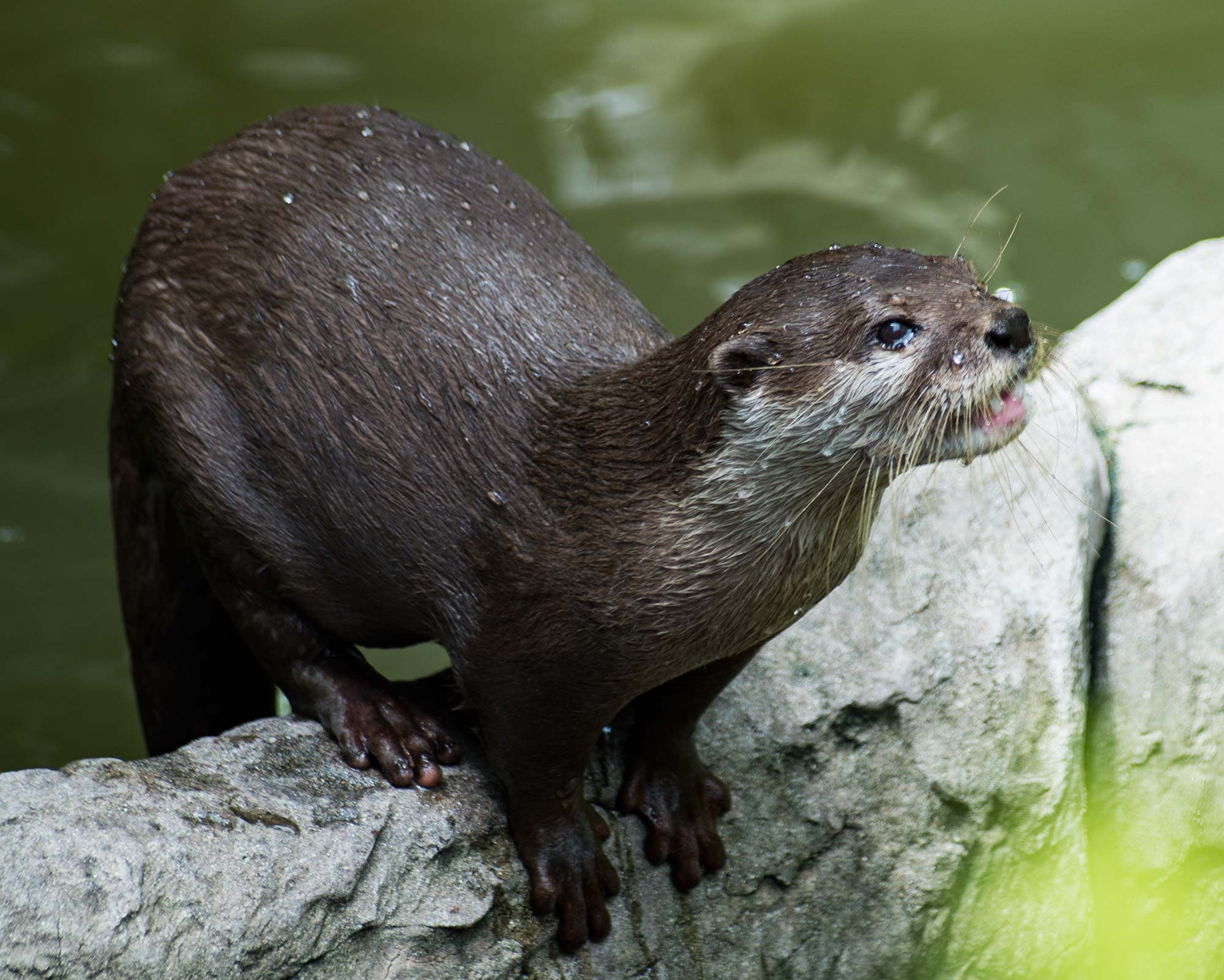
Loutre de Sumatra

La caractéristique dominante de celles-ci est son museau poilu, couvert d’une fourrure sombre (mis à part ses narines). 
Sa fourrure est brun foncé, parfois teintée de rouge, avec une couleur plus claire sur la face inférieure, tandis que sa gorge est blanc jaunâtre. 
Son corps est long et possède des pattes palmées munies de grandes griffes. 
Son crâne est aplati et allongé, et pourvu d’une multitude de moustaches sensibles lui permettant de détecter des proies sous l’eau.
Cette espèce de loutre se distingue des autres par la forme de sa queue, ayant une base arrondie, elle est effilée. 

## Distribution
C'est une espèce rare, que l’on pensait éteinte jusqu’en 1998. Originaire de l’Asie du Sud, elle était autrefois très répandue. 
Elle se rencontre, de nos jours, au sud du Cambodge, au Vietnam dans le delta du Mékong, en Malaisie, à Sumatra et Bornéo, et aussi en Thaïlande dans la province de Surat Thani et Narathiwat.
La loutre de Sumatra vit dans différentes forêts et zones humides d’eau douce (mangroves, marécages, zones côtières)
Selon certaines données historiques, cette espèce pourrait vivre en altitude (ruisseaux d’eau douce jusqu’à 1800 m.).

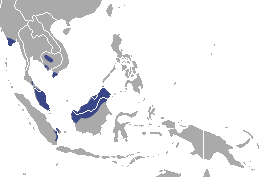
Aire de répartition de la loutre de Sumatra

Cette espèce se rencontre en Asie du Sud-Est

## Alimentation
C’est un animal carnivore, qui se nourrit essentiellement de petits serpents, de poissons, de grenouilles, lézards, tortues, crabes, insectes ainsi que de petits mammifères. La loutre utilise la surprise pour chasser ses proies. 

## Comportements
La loutre est habituellement considérée comme relativement sociale, mais celle-ci s’avère être solitaire. Cependant, il a été observé que la communication qu’elles établissent entre elles se manifeste de façon olfactive. Elles utilisent ce marquage via des troncs d’arbres, des branches en contact avec le milieu aquatique pour informer leurs congénères de la présence ou pas de nourriture dans un site. Elles communiquent également en utilisant différentes vocalisations. 

## Menaces

### Prédateurs
La loutre de Sumatra n’est que très rarement confrontée à des prédateurs naturels. Ses seuls prédateurs potentiels sont des pythons ou des crocodiles marins (et très rarement des crocodiles du Siam). Mais lorsqu’elle se trouve en milieu terrestre, elle devient la proie du dhole ou de grands rapaces.

### Commerce
Une autre menace qui pèse actuellement sur la loutre de Sumatra en Asie du Sud-Est (et surtout sur la loutre cendrée mais aussi sur la loutre d'Europe et la loutre à pelage lisse), est qu'elle est capturée dans la nature pour être ensuite vendue comme animal de compagnie.

## Publication originale
- Gray, 1865 : Revison of the genera and species of Mustelidae contained in the British Museum. Proceedings of the Zoological Society of London, vol. 1865, p. 100–154.